# Чо Вон Хий
Чо Вон Хий (кор. 조원희, [tɕo.wʌn.ɦi], нар. 17 квітня 1983, Сеул) — південнокорейський футболіст, півзахисник клубу «Сувон Самсунг Блювінгз».
Виступав, зокрема, в Англії за «Віган Атлетік», а також національну збірну Південної Кореї.

## Клубна кар'єра
У дорослому футболі дебютував 2002 року виступами за команду «Ульсан Хьонде», але взяв участь лише в одному матчі чемпіонату. Після цього проходив військову службу у клубі «Кванджу Санму», по завершенні якої перейшов у «Сувон Самсунг Блювінгз». Спочатку він виступав на позиції правого та центрального захисника, конкуруючи із Сон Джон Гуком, але в 2007 році, після тривалої травми опорного півзахисника Кім Нам Іля, він змінив свою позицію на опорного півзахисника. Після виграшу К-ліги у 2008 році, він став вільним агентом.
Після цього Чо був пов'язаний з кількома європейськими клубами, включаючи німецький «Шальке 04» та французьке «Монако». Після перегляду в «Монако» у січні 2009 року, Чо перейшов в англійський «Віган Атлетік» після того, як з'ясувалося, що «Монако» заповнив усі дозволені слоти для гравців, які не є громадянами ЄС. Після отримання дозволу на роботу Чо 6 березня 2009 року підписав контракт на 2 роки і 6 місяців з англійським клубом. Кореєць дебютував за резервну команду проти дублерів «Ліверпуля», віддавши результативну передачу. Тим не менш незабаром Чо отримав пошкодження в товариській проти збірної Іраку і тривалий час не міг дебютувати за головну команду, майже пропустивши решту сезону, але зумів повністю відновитись, щоб дебютувати в Прем'єр-лізі за «Віган» в останньому матчі сезону 2008/09 проти «Сток Сіті». У наступному сезоні Чо зіграв ще чотири матчі за клуб, здебільшого виходячі на заміну і основним гравцем стати не зумів. Через це у січні 2010 року він був відданий на рік в оренду в «Сувон Самсунг Блювінгз», вигравши з ними Кубок Південної Кореї.
13 лютого 2011 року Чо на правах вільного агента перейшов у китайський «Гуанчжоу Евергранд» і став єдиним гравцем клубу, який з'явився у всіх 30 матчах Суперліги в сезоні 2011 року. Тим не менш 30 травня 2012 року Чо отримав перелом ребер у матчі Ліги чемпіонів АФК проти «Токіо» (1:0), після чого втратив свою позицію в основі, поступившись співвітчизнику Кім Йон Гвону. Тим не менш Чо з клубом виграв чемпіонат Китаю в сезонах 2011 і 2012 років, а також по разу ставав володарем національного Кубка і Суперкубка.
У сезоні 2013 року грав за інший китайський клуб «Ухань Чжоер», проте не врятував його від останнього місця і вильоту з Суперліги, після чого повернувся на батьківщину, ставши гравцем клубу «Кьоннам».
4 липня 2014 року знову відправився за кордон, цього разу в японський клуб «Омія Ардія», але основним гравцем не став і наприкінці року знову повернувся до Кореї, в клуб «Сеул Е-Ленд».
До складу клубу «Сувон Самсунг Блювінгз» приєднався на початку 2016 року. Станом на 1 січня 2017 відіграв за сувонську команду 26 матчів в національному чемпіонаті.

## Виступи за збірні
Протягом 2002—2003 років залучався до складу молодіжної збірної Південної Кореї. На молодіжному рівні зіграв у 9 офіційних матчах, забив 1 гол.
12 жовтня 2005 року дебютував в офіційних матчах у складі національної збірної Південної Кореї в товариській грі проти збірної Ірану (2:0), в якій забив свій перший і єдиний гол за збірну.
У складі збірної був учасником чемпіонату світу 2006 року у Німеччині, проте на поле жодного разу не вийшов.
Всього за збірну провів 38 матчів, забивши 1 гол.

## Досягнення

### «Сувон Самсунг Блювінгз»
- Чемпіон Південної Кореї: 2008
- Володар Кубка Південної Кореї: 2010, 2016
- Володар Кубка південнокорейської ліги: 2005, 2008
- Володар Суперкубка Південної Кореї: 2005

### «Гуанчжоу Евергранд»
- Чемпіон Китаю: 2011, 2012
- Володар Кубка Китаю: 2012
- Володар Суперкубка Китаю: 2012

### Збірні
- Переможець Юнацького (U-19) кубка Азії: 2002
- Переможець Кубка Східної Азії: 2008

### Індивідуальні
- У символічній збірній К-ліги: 2005, 2008